# Liste der Monuments historiques in Frémainville
Die Liste der Monuments historiques in Frémainville führt die Monuments historiques in der französischen Gemeinde Frémainville auf.

## Liste der Bauwerke
| Bezeichnung          | Beschreibung              | Standort           | Kennzeichnung | Schutzstatus | Datum | Bild           |
| -------------------- | ------------------------- | ------------------ | ------------- | ------------ | ----- | -------------- |
| Ehemaliges Pfarrhaus | Erbaut im 13. Jahrhundert | Rue du Pavé (Lage) | PA00080059    | Inscrit      | 1950  | weitere Bilder |

## Liste der Objekte
- Monuments historiques (Objekte) in Frémainville in der Base Palissy des französischen Kultusministeriums